# The Dub Revolutionaries
The Dub Revolutionaries – dwudziesty album studyjny jamajskiej sekcji rytmicznej Sly & Robbie.
Płyta została wydana 24 lutego 2004 roku przez waszyngtońską wytwórnię RAS Records. Nagrania zostały zarejestrowane w Ariwa Studio w Londynie. Ich produkcją zajął się Neil "Mad Professor" Fraser. 
W roku 2005 krążek został nominowany do nagrody Grammy w kategorii najlepszy album reggae. Była to druga nominacja do tej statuetki w karierze muzyków.

## Lista utworów
1. "Stepping Out A Space"
2. "Paeceful Warrior"
3. "Freedom Illusion"
4. "Kaballa Rock"
5. "Dean's Mood"
6. "Finger On The Pulse"
7. "Cool Dude"
8. "On The Drop Of 1"
9. "Victory Jam"
10. "Memphis Happiness"
11. "Paeceful Dub"
12. "Finger Dub"
13. "Victory Dub"
14. "Cool Dub"
15. "Freedom Dub"
16. "Dean's Version"

## Muzycy
- Errol "Black Steel" Nicholson - gitara
- Robbie Shakespeare - gitara basowa
- Sly Dunbar - perkusja
- Christopher "Sky Juice" Blake - perkusja
- Leroy "Mafia" Heywood - keyboard
- Dean Fraser - saksofon